# TOD
MOD и TOD — это форматы, используемые для записи данных в цифровых видеокамерах.

## Общие сведения
Первые видеокамеры, которые использовали MOD формат, появились в 2003 году. Видеокамеры формата TOD появились в 2007 году.
MOD формат используется для так называемого видео стандартной четкости. Для файлов используется программный поток MPEG и файлы имеют расширение MOD на видеокамере и расширение MPG или MPEG на других устройствах. TOD формат предназначен для видео высокой четкости и использует транспортный поток для файла с видео данными и файлы имеют расширение TOD на видеокамере, на других устройства эти файлы имеют расширение M2T. По техническим параметрам, например скорость передачи данных, частота кадров TOD похож на формат видеокамер XDCAM и HDV. Формат MOD соответствует параметрам DVD-видео.
MOD формат можно воспроизводить на видео плеерах поддерживающих кодек MPEG-2, без перекодирования видео. Например на DVD плеерах, так как MOD формат совместим со стандартом DVD. TOD формат не может быть воспроизведен на обычном потребительском оборудовании. TOD формат похож на AVCHD, но видео должно быть перекодировано в формат подобный HD DVD или Blu-ray Disc с помощью специального программного обеспечения. Один режим записи формата TOD «1440CBR», имеет тот же размер кадра, соотношение сторон и частоту кадров, как и 1080i HDV, и может быть называется «HDV диск».

## Спецификации
| Имя формата               | MOD                                                | TOD                                       |
| Носители                  | Жесткий диск, карты памяти                         | Жесткий диск, карты памяти                |
| Видео                     |                                                    |                                           |
| Видео сигнал              | 480i, 576i                                         | 1080/60i, 1080/50i                        |
| Размер кадра              | 720 x 480, 720 x 576, 704 x 480, 352 x 480         | 1440 x 1080, 1920 x 1080                  |
| Соотношение сторон        | 4:3, 16:9                                          | 16:9                                      |
| Сжатие видео              | MPEG2 Video (profile & level: MP@ML)               | MPEG2 Video (profile & level: MP@HL)      |
| Цветовая субдискретизация | 4:2:0                                              | 4:2:0                                     |
| Битрейт видео             | от 3 до 10 Мбит/c                                  | от 17 до 30 Мбит/c                        |
| Звук                      |                                                    |                                           |
| Сжатие                    | MPEG-1 Audio Layer II                              | MPEG-1 Audio Layer II                     |
| Система                   |                                                    |                                           |
| Тип потока                | Программный поток                                  | Транспортный поток                        |
| Расширение файла          | MOD (на видеокамере), MPG или MPEG (на компьютере) | TOD (на видеокамере), M2T (на компьютере) |

## Использование
Формат TOD не получил широкого применения в видеокамерах. Компания JVC была единственным активным сторонником формата TOD и производителем видеокамер с поддержкой этого формата. Стоит отметить, что видеокамеры формата MOD в отличие от TOD производились разными производителями. Также MOD и TOD не позволяют делать запись с прогрессивной разверткой, это ограничение делает MOD и TOD форматы не оптимальными для онлайн просмотра, так как большинство видеохостингов используют прогрессивную развертку.